# Argyresthia mutuurai
Argyresthia mutuurai is een vlinder uit de familie van de pedaalmotten (Argyresthiidae). De wetenschappelijke naam van de soort werd in 1964 gepubliceerd door S. Moriuti.